# Sottunga

Ålands kommuner

Sottunga (tidigare på finska Sottunka; i modernt bruk används det svenska namnet även på finska) är en kommun i Åland i Finland. Sottunga är både Ålands och Finlands minsta kommun, med drygt 100 invånare.

## Geografi
Sottunga kommun består av flera öar i den åländska skärgården. Tre av öarna är bebodda året om: Sottunga, Husö och Finnö. Andra öar är bland andra Mosshaga, Sälsö och Södö. Kommunens högsta punkt är Kasberget, 25 meter över havet.

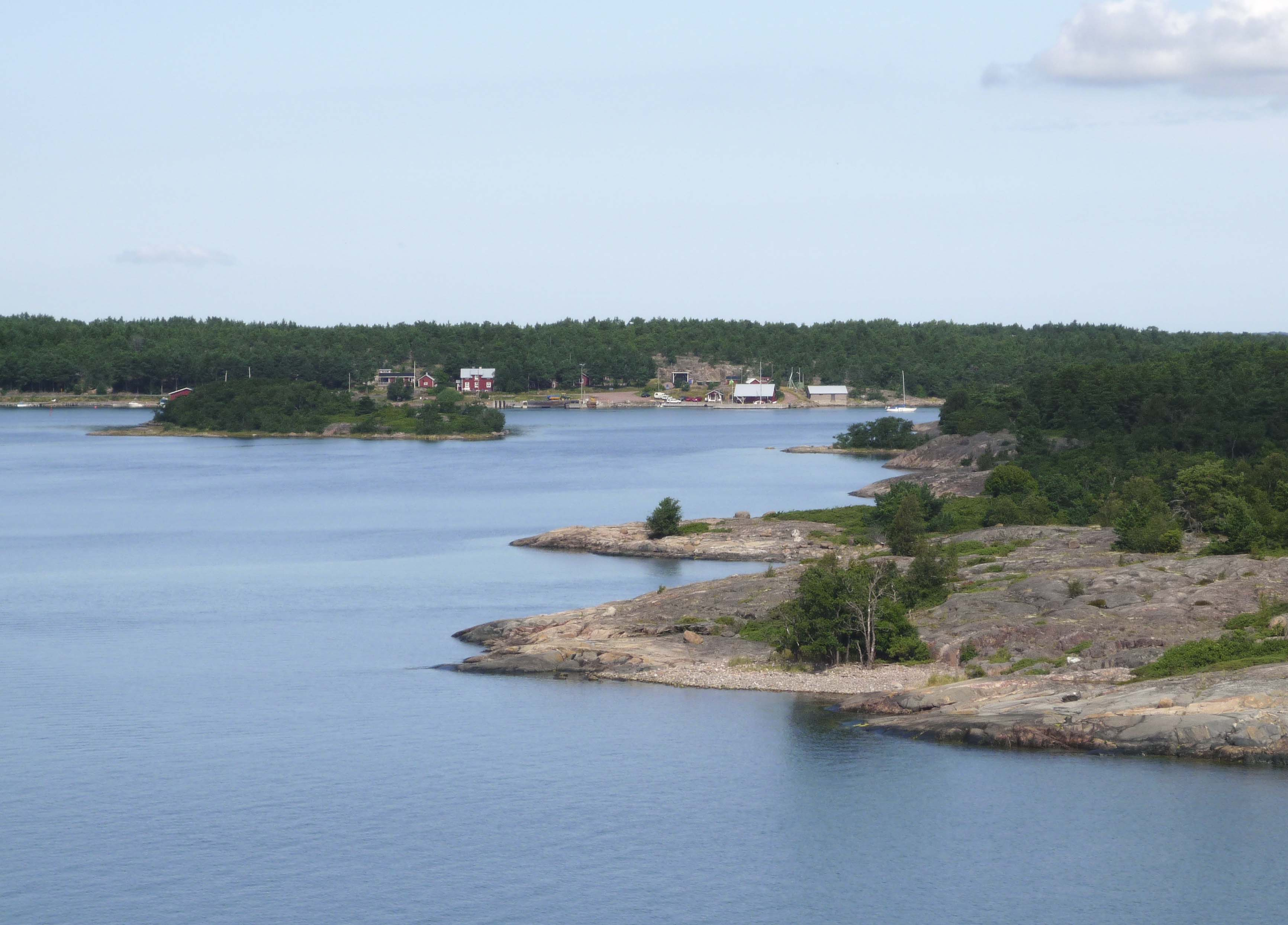
Södra Sottunga med färjfäste och gästhamn

## Demografi
Sottunga är Ålands och Finlands minsta kommun sett till invånarantal.

### Befolkningsutveckling
| Befolkningsutvecklingen i Sottunga kommun 1910–2020 | Befolkningsutvecklingen i Sottunga kommun 1910–2020 | Befolkningsutvecklingen i Sottunga kommun 1910–2020 | Befolkningsutvecklingen i Sottunga kommun 1910–2020 | Befolkningsutvecklingen i Sottunga kommun 1910–2020 |
| --------------------------------------------------- | --------------------------------------------------- | --------------------------------------------------- | --------------------------------------------------- | --------------------------------------------------- |
|                                                     |                                                     |                                                     |                                                     |                                                     |
| År                                                  |                                                     |                                                     | Folkmängd                                           |                                                     |
| 1910                                                | 1910                                                |                                                     | 366                                                 |                                                     |
| 1920                                                | 1920                                                |                                                     | 373                                                 |                                                     |
| 1930                                                | 1930                                                |                                                     | 348                                                 |                                                     |
| 1940                                                | 1940                                                |                                                     | 339                                                 |                                                     |
| 1950                                                | 1950                                                |                                                     | 299                                                 |                                                     |
| 1960                                                | 1960                                                |                                                     | 259                                                 |                                                     |
| 1970                                                | 1970                                                |                                                     | 175                                                 |                                                     |
| 1980                                                | 1980                                                |                                                     | 149                                                 |                                                     |
| 1990                                                | 1990                                                |                                                     | 133                                                 |                                                     |
| 2000                                                | 2000                                                |                                                     | 129                                                 |                                                     |
| 2010                                                | 2010                                                |                                                     | 119                                                 |                                                     |
| 2020                                                | 2020                                                |                                                     | 101                                                 |                                                     |
| Anm: Uppgifterna avser 31 december varje år.        |                                                     |                                                     |                                                     |                                                     |

## Service
Trots sin litenhet erbjuder Sottunga flera viktiga servicefunktioner. I byn, centralt på ön, finns butiken Sottunga andelshandel, frisersalong, postkontor och kommunkontor. Kommunen driver Sottunga grundskola, en årskurs 1–9-skola med få elever.
Vid färjeläget på öns södra del, tre kilometer från byn, finns en gästhamn, två restauranger och ett hopptorn med höjderna 5 och 3 meter. Cyklar finns att låna i hamnen för den som vill handla utan bil.

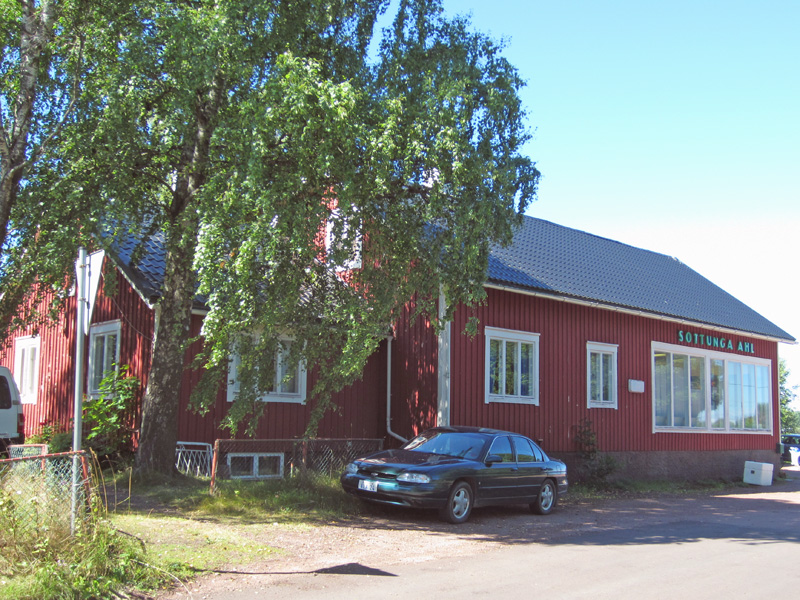
Andelshandeln
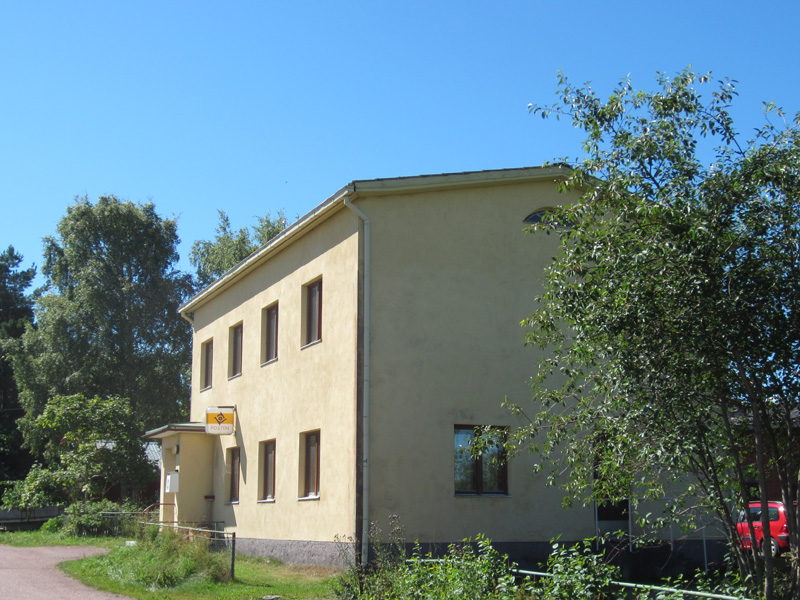
Postkontoret
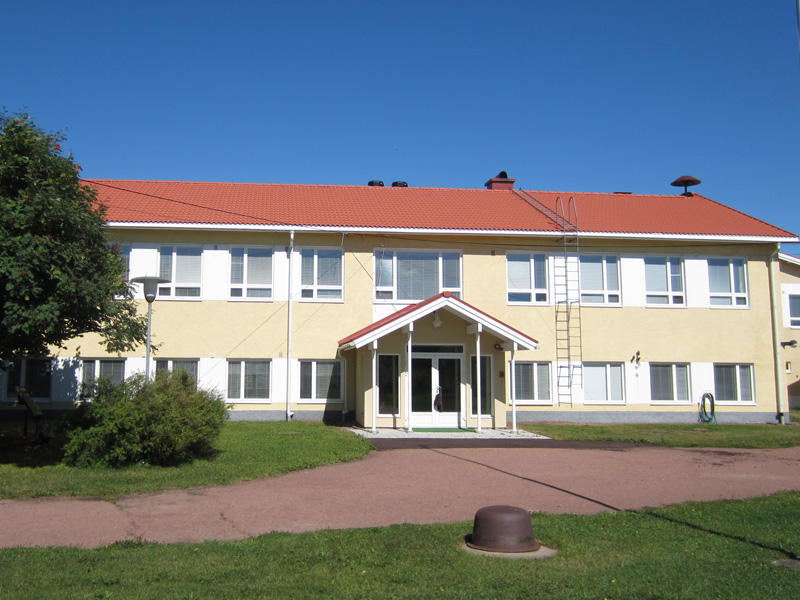
Skolan

## Kommunikationer
Sottunga har färjeförbindelser med fasta Åland via färja som drivs av Ålandstrafiken. Färjeresan till Långnäs i Lumparland tar cirka 1 timme och 15 minuter.

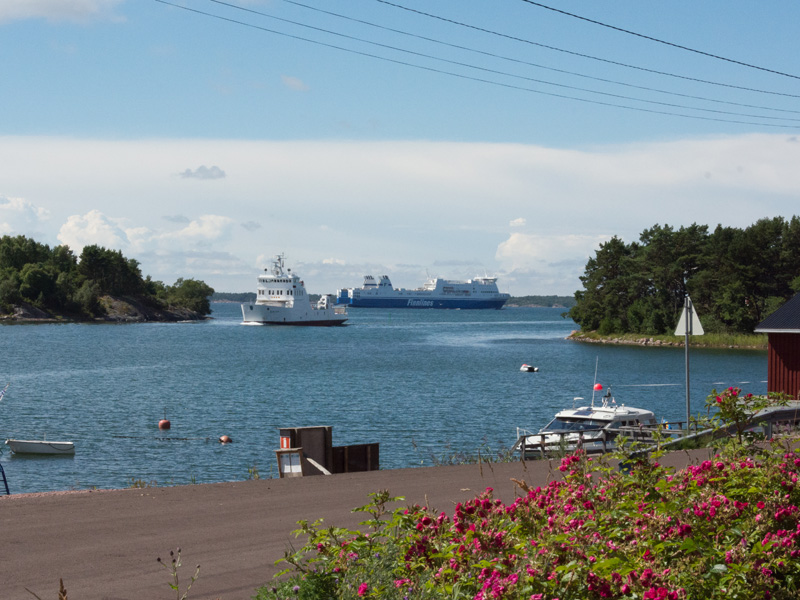
Färjan Ejdern vid Sottunga färjfäste
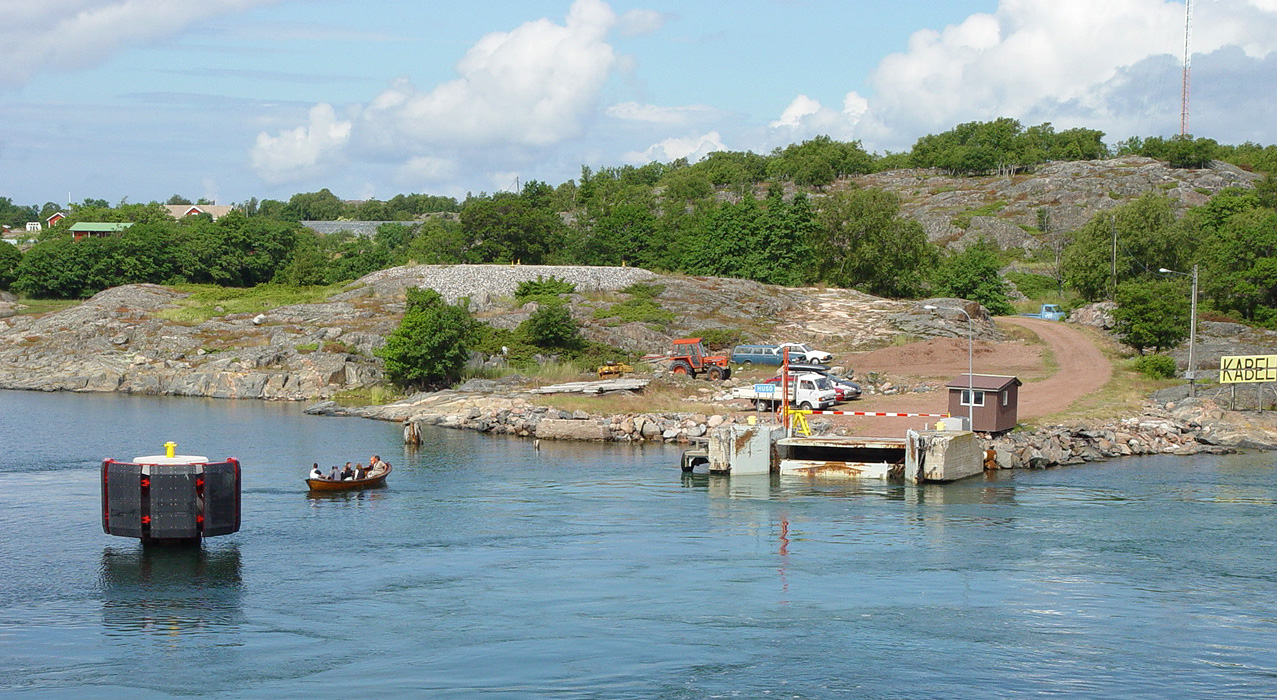
Husö färjfäste

## Historia
År 1800, före finska kriget, besöktes ön av kung Gustav IV Adolf.

## Sottungakrisen
År 2011 försämrades Sottungas ekonomi kraftigt och kommunen ansökte om stöd från Ålands landskapsregering. Inför Lagtingsvalet på Åland 2011 i oktober rapporterades att kommunens medel riskerade ta slut inom två månader, vilket kunde ha lett till uteblivna utbetalningar till anställda och leverantörer. Situationen jämfördes med Greklandskrisen. Orsaken var fördubblade kostnader för kommunens platser vid De Gamlas Hem samtidigt som skatteintäkterna minskade. För att bevilja stöd krävde landskapsregeringen en femårsplan för ekonomin. Mats Perämaa, finansminister på Åland, hann dock inte fatta beslut före valet den 16 oktober 2011.

## Sevärdheter
Sottunga har flera sevärdheter av både historiskt och kulturellt intresse.
- Sottunga kyrka, helgad åt Maria Magdalena, ligger på Sottunga. Ett kapell på ön nämns första gången 1544.[6] Kyrkan är belägen vid vägen mellan färjeläget och byn och är ett populärt besöksmål.
- Hembygdsgården är inrymd i den gamla skolan, uppförd i början av 1900-talet.
- På ön Södö finns lämningar efter gruvdrift från 1800-talet.

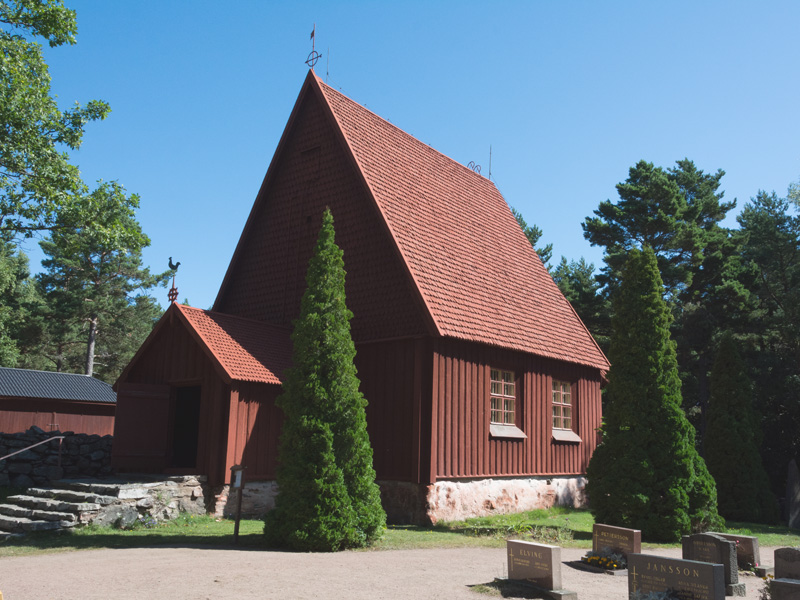
Sottunga kyrka
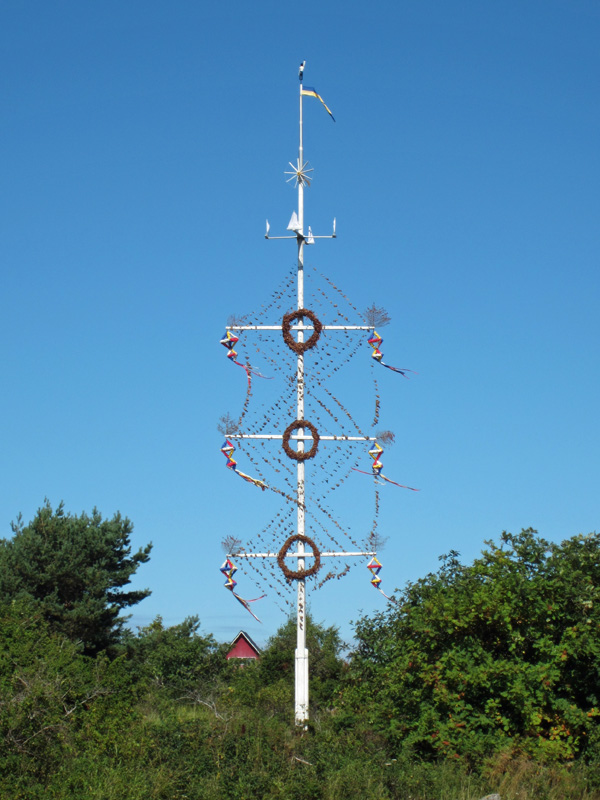
Midsommarstången